# Lüchow (Altkalen)
Lüchow ist eine Ortschaft mit rund 60 Einwohnern in der Gemeinde Altkalen im Landkreis Rostock in Mecklenburg-Vorpommern.

## Geographie
Lüchow liegt auf der Ostseite des Tals der Nordpeene und ist von Äckern umgeben.

## Geschichte
Schon in Urkunden aus dem 12. Jahrhundert ist von Lüchow zu lesen.

## Infrastruktur und Verkehr
Im Ort gibt es ein Café, einen Dorfladen, eine Waldorfschule und einen Waldorfkindergarten.
Die Hauptstraßenverbindung führt nach Norden zur Kreisstraße 36 zwischen Alt Pannekow und Granzow, dazu verbinden drei Schotterstraßen Richtung Alt Kalen im Osten, Rey im Süden und Remlin im Westen. 
An der Wendeschleife im Dorf gibt es eine Bushaltestelle.